# Вулька-Красенінська
Вулька-Красенінська (пол. Wólka Krasienińska) — село в Польщі, у гміні Камйонка Любартівського повіту Люблінського воєводства.
Населення — 100 осіб (2011).

## Демографія
Демографічна структура станом на 31 березня 2011 року:
|          | Загалом | Допрацездатний вік | Працездатний вік | Постпрацездатний вік |
| -------- | ------- | ------------------ | ---------------- | -------------------- |
| Чоловіки | 44      | 7                  | 33               | 4                    |
| Жінки    | 56      | 4                  | 34               | 18                   |
| Разом    | 100     | 11                 | 67               | 22                   |